# Avenida Coronel Roca
La avenida Coronel Roca es una arteria vial del sur de la Ciudad de Buenos Aires, Argentina.

## Nombre
Su Nombre Homenajea al Coronel Tucumano José Segundo Roca, padre del presidente Julio  Argentino Roca.

## Recorrido
La avenida comienza en la intersección de la calle Pergamino y la Avenida Intendente Francisco Rabanal.
luego de la calle Mariano Acosta se hallan los monoblocks de Soldati.
Luego de la intersección de la Autopista Presidente Héctor Cámpora, se ubica el Parque Julio Argentino Roca, al mismo tiempo se ve la montaña rusa clausurada del Parque de la Ciudad.
Luego del cruce del Arroyo Cildáñez, se encuentra el Estadio del Parque Roca.
Desde la Avenida Escalada es el límite entre el barrio de Villa Lugano y Villa Riachuelo. Entre las intersecciones con ésta y la Avenida General Paz se ubican las puertas del Autódromo Oscar y Juan Gálvez. Allí se encuentra además la Escuela Granja Jorge Newbery. Al cruzar la Avenida Larrazábal se encuentra la sede de la comuna 8 y las vías del Premetro. También se encuentran las torres y monoblocks de Lugano 1 y 2, llamado oficialmente Barrio General Manuel Nicolás Savio. Al cruzar Lisandro De La Torre entra completamente a Villa Riachuelo. Finaliza 9 cuadras después, en la Avenida General Paz.
Hasta 1995 su recorrido iniciaba en el centro del barrio de Nueva Pompeya, en el cruce con la Avenida Sáenz cerca del Puente Alsina, cuando a partir de ese año, mediante la ordenanza n° 46.304 se dispuso que el tramo entre la avenida Sáenz y la calle Pergamino (ya en el barrio de Villa Soldati) sea renombrado como Avenida Intendente Francisco Rabanal.